# Оуату, Чезар
Флорин Чезар Оуату (рум. Cezar Florin Ouatu; род. в Плоешти, Румыния) — румынский эстрадный и оперный певец, пианист, известный под псевдонимами Чезар Голос (рум. Cezar Vocea) и Чезар (рум. Cezar). Выступал от Румынии на конкурсе песни «Евровидение 2013» с песней «It's My Life».

## Краткая биография
Чезар Оуату родился в Румынии 18 февраля 1980 года в городе Плоешти. Его отец — флейтист Флорин Оуату, преподаватель консерватории Моцартеум в Зальцбурге. Чезар начал играть на фортепиано в возрасте 6 лет. Окончил школу искусств «Кармен Сильва» в Плоешти, в 2001 году поступил в Миланскую консерваторию имени Джузеппе Верди на отделение классического вокала, где изучал бельканто и музыку барокко, и в 2004 году с отличием её окончил.
Чезар в 2003 году выступил на международном конкурсе певцов имени Франсиско Виньяса, а в 2005 году и на международном певческом конкурсе фонда Ренаты Тебальди в Сан-Марино: в обоих случаях он удостоился приза лучшему контра-тенору. На сценах крупнейших оперных театров Европы выступает с 2007 года, дебютировав в театре «Ла Фениче» в Венеции. Выступал в барокко-операх. В 2012 году в канун Рождества выпустил свой первый сингл Cinema Paradiso в жанре поп-оперы.
16 мая 2013 года Чезар выступил от Румынии на Евровидении-2013 в шведском городе Мальмё с песней «It's My Life», записанной в жанре поп-оперы и дабстепа. Чезар выступал 17-м во втором полуфинале и успешно вышел в финал. В финале 18 мая он выступил под 14-м порядковым номером, итогом выступления стало 13-е место с 65 баллами. Уже 25 мая Чезар выступил вместе с Андреа Бочелли и Анджелой Георгиу на концерте Бочелли в Romexpo и начал вскоре сотрудничество с проектом Vangelis.
В 2015 году Чезар выступил в седьмом сезоне румынского телешоу «Te cunosc de undeva!» (российский аналог — «Один в один») и одержал победу.